# Nhượng Tống
Nhượng Tống (1906-1949), tên thật là Hoàng Phạm Trân, vì bút danh Nhượng Tống nên còn được gọi là Hoàng Nhượng Tống. Ông là nhà văn, nhà báo, dịch giả và là nhà cách mạng Việt Nam.

## Thân thế
Ông là người làng Đô Hoàng, xã Trung Nghĩa, huyện Ý Yên, tỉnh Nam Định. Thân sinh ông là Hoàng Hồ, thi đỗ tú tài đời nhà Nguyễn, nổi tiếng chống Pháp. Điều này ảnh hưởng rất lớn đến hoạt động chính trị của ông sau này. Ngoài người cha ruột, ông còn làm con nuôi ông Phạm Bùi Cẩm ở phủ Lý Nhân, tỉnh Hà Nam.
Sinh ra trong một gia đình Nho học, nên Nhượng Tống được học chữ Hán ngay từ nhỏ, sau mới tự học thêm chữ Quốc ngữ và tiếng Pháp. Mặc dù học lực rất uyên bác, nhưng ông không có một văn bằng nào cả.

## Hoạt động cách mạng
Năm 1921, báo Khai hóa ra đời, đã thấy ông có bài đăng trên báo ấy. Kể từ đó, ông lần lượt viết cho các báo: Nam thành, Thực nghiệp dân báo, Hồn cách mạng, Hà Nội tân văn...
Năm 1924, ông làm trợ bút cho tờ Thực nghiệp dân báo ở Hà Nội.
Năm 1926 Ông cùng cụ Đồ Lê (thân sinh đại tướng Lê Trọng Tấn) tổ chức lễ truy điệu nhà chí sĩ Phan Chu Trinh tại đền thờ Hai Bà Trưng, có hàng vạn người tham dự.
Cuối năm 1926 hai anh em nhà giáo là Phạm Tuấn Lâm, Phạm Tuấn Tài thành lập Nam Đồng thư xã trên đường Ngũ Xã (Hà Nội), chuyên xuất bản các sách tuyên truyền chủ nghĩa yêu nước. Sau đó, Nhượng Tống đến tham gia, và trở thành một thành viên nòng cốt .
Thời gian ông viết và dịch hăng say nhất là khoảng thập niên 1940 với những truyện dịch cũng như tác phẩm khác.
Tháng 10 năm 1927, Nguyễn Thái Học tham gia Nam Đồng thư xã và thành lập chi bộ để tiến tới thành một đảng cách mạng. Song khác với Phạm Tuấn Tài, Phạm Tuấn Lâm, Nguyễn Thái Học... Nhượng Tống chủ trương "hòa bình cách mạng", tức không ủng hộ tư tưởng "bạo lực cách mạng", dùng "sắt và máu để giành lại độc lập dân tộc."
Ngày 25 tháng 12 năm 1927, Nhượng Tống cùng với các đồng chí thành lập Việt Nam Quốc dân Đảng tại làng Thể Giao, Hà Nội. Ông là ủy viên trong Trung ương Đảng bộ với vai trò trọng yếu trong việc biên soạn văn thư tuyên truyền và huấn luyện đảng viên.
Năm 1929, theo kế hoạch của Nguyễn Thái Học, Nhượng Tống vào Huế gặp Phan Bội Châu, nhưng khi trở ra khi thì bị Pháp đón bắt. Hội đồng đề hình tuyên án ông 10 năm tù rồi đày ra Côn Đảo mãi đến năm 1936 mới được tha, nhưng vẫn chịu sự quản thúc tại quê nhà.
Khi ông đang ở nhà lao Côn Đảo, thì các đồng chí của ông tổ chức cuộc khởi nghĩa Yên Bái (1930), nhưng bị thực dân Pháp đàn áp và khủng bố.

## Bị ám sát
Sau Cách mạng tháng Tám, vào tháng 12 năm 1945, ba đảng phái là: Việt Nam Quốc dân Đảng, Đại Việt Dân chính Đảng, Đại Việt Quốc dân Đảng liên minh thành Mặt trận quốc dân đảng Việt Nam, rồi cùng tham gia vào Chính phủ Liên hiệp Việt Nam. Tuy nhiên, đến cuối năm 1946, Pháp tái chiếm liên bang Đông Dương, thì Chính phủ Liên hiệp Việt Nam tan vỡ.
Năm 1947, hết thời gian bị quản thúc, Nhượng Tống trở lại Hà Nội (1947), rồi cùng với một số đồng chí tái tổ chức lại hoạt động của Việt Nam Quốc dân Đảng tại một số vùng do quân Pháp kiểm soát.
Ngày 17 tháng 2 năm 1947, Việt Nam Quốc dân đảng tham gia Mặt trận Quốc gia Thống nhất Toàn quốc, chống lại chính quyền Việt Minh và ủng hộ giải pháp Bảo Đại, thành lập chính quyền Quốc gia Việt Nam. Ông làm cố vấn cho Tổng trấn Bắc phần Nghiêm Xuân Thiện. Nhưng rồi vì những mâu thuẫn trong giới chính khách Hà Nội, trong nội bộ Việt Nam Quốc dân Đảng, nên đầu năm 1949, ông lặng lẽ trở về hành nghề thầy thuốc Bắc tại 128 phố Chợ Hôm, Hà Nội.
Ngày 8 tháng 9 năm 1949, Nhượng Tống bị công an mật Việt Minh tên là Nguyễn Văn Kịch, người làng Mai Động, Quỳnh Lôi, ngoại thành Hà Nội ám sát tại Hà Nội.

### Sáng tác
- Hai Bà Trưng, đệ nhất anh thư (1926) (?)
- Trưng Vương, Hà Nội: Nam Đồng thư xã, 1927
- Đời trong ngục, Nhà xuất bản Văn hóa mới, 1935
- Lan Hữu, Hà Nội: Nhà in Lê Cường, 1940, tiểu thuyết tình cảm lãng mạn, có tính tự truyện. Tái bản sau 1975: Hà Nội: NXB Văn học và Công ty CP Sách Tao Đàn, 2015.
- Nguyễn Thái Học, Hà Nội, Tân Việt, 1945 (hồi ký). In lần 2: 1949, lần 3, 1956, lần 4: 1973 đều do Tân Việt tại Sài Gòn; tái bản sau 1975: NXB Hội nhà văn và Công ty Văn hóa & Truyền thông Nhã Nam, 2014.
- Tân Việt cách mệnh đảng, Việt Nam thư xã, 1945
- Hỗ trợ thảo luận, tác giả xuất bản, Tân Việt tổng phát hành, 1945
- Treo cổ Hoàng Diệu
- Phất cờ nương tử
- Hoa cành Nam, Sài Gòn: Khai Trí, 1964, tập hợp những bài viết của Nhượng Tống từ 1945 và bạn bè viết về ông sau khi ông mất

Ngoài ra, ông còn sáng tác một số bài thơ trong đó có những bài đầy khí khái.

### Dịch phẩm
- Khuất Nguyên, Ly tao, 1944 (in lại trong: Khuất Nguyên, Sở từ, Đào Duy Anh và Nguyễn Sĩ Lâm dịch, Hà Nội, Nhà xuất bản Văn học, 1974). Tái bản sau 1975: Hà Nội: NXB Văn học và Công ty Văn hóa & Truyền thông Nhã Nam, 2015.
- Thơ Đỗ Phủ, Hà Nội: Tân Việt, 1944. Tái bản sau 1975: Hà Nội: NXB Văn hóa Thông tin, 1996.
- Sử ký Tư Mã Thiên, Hà Nội: Tân Việt, 1944. In lần 2: Sài Gòn: Tân Việt, 1964. 
  - Tái bản có sửa chữa, bổ chú, lược khảo: Tư Mã Thiên, Sử ký (Nhượng Tống dịch văn, Lâm Tây Trọng bình giảng, Nguyễn Duy Long hiệu khảo), Hà Nội, NXB Văn học và Công ty CP Sách Bách Việt, 2021.
- Vương Thực Phủ, Mái Tây (Tây sương ký), Hà Nội: Tân Việt, 1944. In lần 2: Sài Gòn: Tân Việt; in lần 3: Sài Gòn: Tân Việt, 1963; tái bản sau 1975: Hà Nội: NXB Văn học, 1992; NXB Văn hóa Thông tin, 1999.
- Trang tử, Nam Hoa kinh, Hà Nội: Tân Việt, 1945. In lần 2: Sài Gòn: Tân Việt, 1962; tái bản sau 1975: NXB Văn học và Trung tâm Văn hóa Ngôn ngữ Đông Tây, 2001.
- Từ Chẩm Á, Dưới hoa (đăng báo, chưa đầy đủ). 
  - Dịch bổ sung và xuất bản: Ngọc lê hồn (Nhượng Tống dịch, Dương Minh dịch bổ sung), Hà Nội: NXB Văn học và Công ty CP Sách Tao Đàn, 2016.
- Bả phồn hoa. Tái bản sau 1975: Hà Nội: NXB Thế Giới và Mai Hà Books, 2021.
- Tào Tuyết Cần, Hồng lâu mộng, 1945
- Bồ Tùng Linh, Liêu trai chí dị (đăng báo một số truyện)
- Lão tử, Đạo đức kinh, 1945
- Khổng tử, Kinh Thư, Sài Gòn: Tân Việt, 1963. Tái bản sau 1975: Hà Nội: NXB Văn học, 2002.

Văn dịch ký bút danh Mạc Bảo Thần:
- Ngô Sĩ Liên, Đại Việt sử ký toàn thư, Hà Nội: Tân Việt, 1945. Tái bản: Sài Gòn: Tân Việt, 1964.
- Nguyễn Trãi, Lam Sơn thực lục, Tân Việt, 1945. In lần 2: Sài Gòn: Tân Việt, 1949; lần 3: Sài Gòn: Tân Việt, 1956.

### Viết về Nhượng Tống
- Tạp chí Văn học, số chuyên đề Nhượng Tống, Sài Gòn, phát hành ngày 01/12/1973.
- Yên Ba, Nhượng Tống - Bi kịch con người giữa những xung đột của thế kỷ XX, NXB Hội nhà văn và Công ty Văn hóa & Truyền thông Nhã Nam, 2021.

## Thơ Nhượng Tống
| Cảm đề lịch sử Ba xứ non sông một giải liền, Máu đào xương trắng điểm tô nên. Cơ trời dù đổi trò tang hải, Mặt đất chưa tàn nghiệp tổ tiên. Có nước có dân đừng rẻ rúng; Muốn còn muốn sống phải đua chen. Giựt mình nhớ chuyện nghìn năm cũ; Chiêm, Lạp xưa kia vốn chẳng hèn. | Khóc Nguyễn Thái Học Nhục mấy trùng cao, ách mấy trùng. Thương đời không lẽ đứng mà trông. Quyết quăng nghiên bút xoay gươm súng, Đâu chịu râu mày thẹn núi sông. Người dẫu chết đi, lòng vẫn sống, Việc dù hỏng nữa, tội là công. Nhớ anh nhớ lúc khi lâm biệt; Cười khóc canh khuya chén rượu nồng. | Cảnh nhà tù Hàng vạn con người áo một màu Khác nhau con số chẳng đều nhau Xưa nay vẫn có câu bình đẳng Bình đẳng là đây lọ phải cầu! |

## Nhận xét (sơ lược)
Nhượng Tống đặc biệt yêu quý Đỗ Phủ, như ông tự nhận: 
Tôi biết đọc thơ từ thuở nhỏ,
Trong thơ riêng thích thơ Đỗ Phủ.
Lại do ưu tư vì vận nước và hoạt động cách mạng gian truân, mang mối đồng cảm với Khuất Nguyên, Đỗ Phủ... nên ông dịch Ly tao, những vần thơ hiện thực của Đỗ... hết sức thành công, tái tạo được hồn thơ của nguyên tác.
Bàn về sự nghiệp văn chương của ông, nhà văn Vũ Ngọc Phan đã khen rằng: "Nhượng Tống có tâm hồn thi sĩ, nên quyển "Lan Hữu" gần như là một tiểu thuyết tả một thứ ái tình lý tưởng. Còn thơ ông có cái đặc sắc là bao giờ cũng già giặn và thiên về tình cảm rất nhiều...Ông quả là một nhà văn tài hoa, lãng mạn và rất sở trường về dịch thuật".

## Thông tin thêm
Ông có người em trai út là Hoàng Trung Tích, là Giám đốc ty Giáo dục Hà Nam Ninh. Ông là anh họ của Chu Thiên tức Hoàng Minh Giám, còn Hoàng Minh Chính (là bộ đội hy sinh trong kháng chiến chống Mỹ, tác giả phần lời bài hát " Đi học") là con thứ của người em trai thứ hai là Hoàng Trọng Huống, gọi Nhượng Tống là bác.